# Stéphanie von Monaco
Stéphanie Marie Elisabeth Grimaldi, Prinzessin von Monaco (* 1. Februar 1965 in Monaco), kurz Stéphanie Grimaldi und Stéphanie von Monaco, ist eine monegassische Prinzessin, die als Fotomodell und in den 1980er Jahren auch als Sängerin tätig war.

## Leben und Karriere

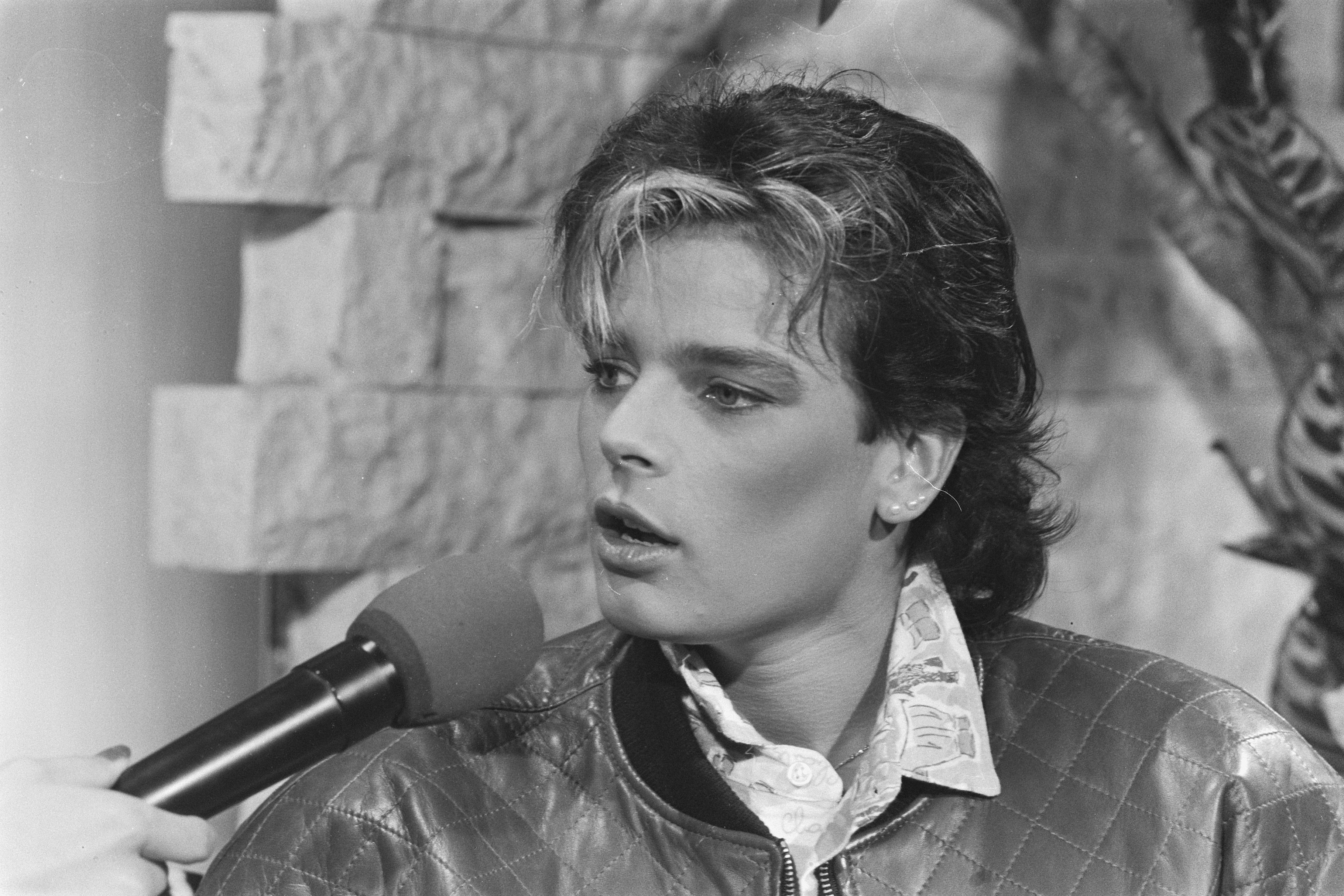
Stéphanie von Monaco (1986)

Stéphanie von Monaco ist das jüngste der drei Kinder von Rainier III. von Monaco und der auch als Filmschauspielerin Grace Kelly bekannten Gracia Patricia von Monaco. Sie ist die Schwester von Caroline von Hannover und von Fürst Albert II. Sie  wuchs in Monaco auf, ihr Abitur legte sie an einer staatlichen Schule in Paris ab. Sie begann eine Ausbildung zur Modedesignerin, die sie aber vorzeitig abbrach, um als Assistentin bei Dior und später als Fotomodell zu arbeiten.
Am 13. September 1982 saß sie zusammen mit ihrer Mutter im Auto, als diese auf einer Bergstraße zwischen La Turbie und Monaco verunglückte. Stéphanie von Monaco überlebte den Unfall mit schweren Verletzungen der Halswirbelsäule. Ihre Mutter starb am folgenden Tag an ihren Verletzungen.
Mitte der 1980er Jahre begann Stéphanie von Monaco eine Musikkarriere: Im Sommer 1986 veröffentlichte sie ihre erste LP mit dem Titel Besoin, der die internationalen Top 10 erreichte. Ebenso wurden die Single-Auskopplungen Irresistible bzw. die französische Version Ouragan und One Love to Give Top-10-Hits. Da Ende der 1980er Jahre ihre zweite Tournee floppte, beendete die Prinzessin ihren Ausflug in die Musikbranche vorübergehend.
1986 eröffnete sie in Monaco ein Café und einen Jeansladen in der Rue Grimaldi. 1991 veröffentlichte sie dann mit Stephanie ihr zweites Album, das kein großer Erfolg wurde. Im selben Jahr nahm sie außerdem zusammen mit Michael Jackson den Song In the Closet für Jacksons Album Dangerous auf. 2006 beteiligte sie sich am französischen Benefizsong L’or de nos vies, dessen Erlöse an die AIDS-Forschung gingen.

## Ehen und Beziehungen
Sie hatte zunächst Beziehungen mit Paul Belmondo und Anthony Delon; anschließend mit dem Makler Jean-Yves Lefur und von 1987 bis 1988 mit dem Franzosen Mario Oliver Jutard, der in Los Angeles mehrere Nachtclubs betrieb.
Im Juli 1995 heiratete sie ihren Leibwächter Daniel Ducruet, von dem sie sich im Oktober 1996 scheiden ließ.  Aus dieser Verbindung stammen die Kinder Louis Robert Paul (* 26. November 1992) und
Pauline Ducruet (* 4. Mai 1994).
Aus einer Beziehung mit dem Leibwächter Jean-Raymond Gottlieb hat sie eine weitere Tochter, Camille Marie Kelly Gottlieb (* 15. Juli 1998)
Von Mitte 2000 bis Anfang 2002 war sie mit dem Schweizer Zirkusdirektor Franco Knie liiert. Im September 2003 heiratete sie den Artisten Adans Lopez Peres (* 1975). Die Ehe wurde im November 2004 geschieden.

## Thronfolge
Bei ihrer Geburt stand Stéphanie hinter ihren Geschwistern Albert und Caroline an dritter Stelle der monegassischen Thronfolge. Nach der Geburt mehrerer Neffen und Nichten steht sie an 14. Stelle.
Prinzessin Stéphanies Kinder Louis und Pauline Ducruet wurden erst 1995 in die Thronfolge aufgenommen, als sie deren Vater Daniel Ducruet heiratete. Diese bilden seit der Jahrtausendwende, als Stéphanies Tante Prinzessin Antoinette und deren Nachkommen infolge einer Reform zur Regelung der Thronfolge aus dieser ausschieden, deren Abschluss. Stéphanies jüngste Tochter Camille Gottlieb wird aufgrund ihrer unehelichen Geburt nicht in der Thronfolge des Fürstentums berücksichtigt, denn 2002 hatte ihr Großvater Fürst Rainier, der selbst der Sohn einer legitimierten unehelichen Tochter des Fürsten Louis II. von Monaco war, die Verfassung so geändert, dass nur Kinder aus einer Ehe die Thronfolge antreten können.
Stéphanies Sohn Louis Ducruet heiratete 2019 in der Kathedrale Notre-Dame-Immaculée in Monaco die Französin Marie Chevallier. Hier hatte 1956 auch sein Großvater Fürst Rainier die US-Schauspielerin Grace Kelly geheiratet. Am 4. April 2023 kam in Monaco das erste Kind des Ehepaares, Victoire Ducruet, zur Welt, womit Prinzessin Stéphanie erstmals Großmutter wurde.

## Vorfahren
| Ahnentafel Prinzessin Stéphanie von Monaco | Ahnentafel Prinzessin Stéphanie von Monaco                                                                                      | Ahnentafel Prinzessin Stéphanie von Monaco                                                                                      | Ahnentafel Prinzessin Stéphanie von Monaco                                                                                      | Ahnentafel Prinzessin Stéphanie von Monaco                                                                                      | Ahnentafel Prinzessin Stéphanie von Monaco                                 | Ahnentafel Prinzessin Stéphanie von Monaco                                 | Ahnentafel Prinzessin Stéphanie von Monaco                                                | Ahnentafel Prinzessin Stéphanie von Monaco                                 |
| ------------------------------------------ | --- | --- | --- | --- | -------------------------------------------------------------------------- | -------------------------------------------------------------------------- | ----------------------------------------------------------------------------------------- | -------------------------------------------------------------------------- |
| Ururgroßeltern                             | Graf Charles de Polignac (1824–1881) ⚭ 1851 Josephine Lenormand de Morando (1828–1883)                                          | Isidro Fernando de La Torre y Gil (1816–?) ⚭ Luisa de Mier y Celis (1830–?)                                                     | Fürst Albert I. (1848–1922) ⚭ 1869 Prinzessin Mary Victoria Hamilton (1850–1922)                                                | Jacques Henri Louvet (1830–1910) ⚭ 1852 Joséphine Elmire Piedefer (1828–1871)                                                   | Brian Kelly (1804–1889) ⚭ 1849 Honora Margaret McLaughlin (1821–1884)      | Walter Costello (1832–1910) ⚭ 1851 Anne Burke (1833–1882)                  | Johann Christian Karl Majer (1837–1885) ⚭ 1860 Luise Wilhelmine Mathilde Adam (1837–1904) | Georg Berg (1841–1908) ⚭ 1868 Elisabetha Röhrig (1843–1886)                |
| Urgroßeltern                               | Graf Maxence de Polignac (1857–1936) ⚭ 1881 Suzanne de La Torre y Mier (1858–1913)                                              | Graf Maxence de Polignac (1857–1936) ⚭ 1881 Suzanne de La Torre y Mier (1858–1913)                                              | Fürst Ludwig II. (1870–1949) + Marie Juliette Louvet (1867–1930)                                                                | Fürst Ludwig II. (1870–1949) + Marie Juliette Louvet (1867–1930)                                                                | John Henry Kelly (1847–1897) ⚭ 1867 Mary Costello (1852–1926)              | John Henry Kelly (1847–1897) ⚭ 1867 Mary Costello (1852–1926)              | Karl Majer (1863–1922) ⚭ 1896 Margaretha Berg (1870–1949)                                 | Karl Majer (1863–1922) ⚭ 1896 Margaretha Berg (1870–1949)                  |
| Großeltern                                 | Graf Pierre de Polignac, Duc de Valentinois, Prinz von Monaco (1895–1964) ⚭ 1920 Erbprinzessin Charlotte von Monaco (1898–1977) | Graf Pierre de Polignac, Duc de Valentinois, Prinz von Monaco (1895–1964) ⚭ 1920 Erbprinzessin Charlotte von Monaco (1898–1977) | Graf Pierre de Polignac, Duc de Valentinois, Prinz von Monaco (1895–1964) ⚭ 1920 Erbprinzessin Charlotte von Monaco (1898–1977) | Graf Pierre de Polignac, Duc de Valentinois, Prinz von Monaco (1895–1964) ⚭ 1920 Erbprinzessin Charlotte von Monaco (1898–1977) | John Brendan Kelly (1889–1960) ⚭ 1924 Margaret Katherine Majer (1898–1990) | John Brendan Kelly (1889–1960) ⚭ 1924 Margaret Katherine Majer (1898–1990) | John Brendan Kelly (1889–1960) ⚭ 1924 Margaret Katherine Majer (1898–1990)                | John Brendan Kelly (1889–1960) ⚭ 1924 Margaret Katherine Majer (1898–1990) |
| Eltern                                     | Fürst Rainier III. (1923–2005) ⚭ 1956 Grace Patricia Kelly (1929–1982)                                                          | Fürst Rainier III. (1923–2005) ⚭ 1956 Grace Patricia Kelly (1929–1982)                                                          | Fürst Rainier III. (1923–2005) ⚭ 1956 Grace Patricia Kelly (1929–1982)                                                          | Fürst Rainier III. (1923–2005) ⚭ 1956 Grace Patricia Kelly (1929–1982)                                                          | Fürst Rainier III. (1923–2005) ⚭ 1956 Grace Patricia Kelly (1929–1982)     | Fürst Rainier III. (1923–2005) ⚭ 1956 Grace Patricia Kelly (1929–1982)     | Fürst Rainier III. (1923–2005) ⚭ 1956 Grace Patricia Kelly (1929–1982)                    | Fürst Rainier III. (1923–2005) ⚭ 1956 Grace Patricia Kelly (1929–1982)     |
| Prinzessin Stéphanie von Monaco (* 1965)   | | | | |                                                                            |                                                                            |                                                                                           |                                                                            |

## Diskografie

### Alben
- 1986: Besoin
- 1991: Stéphanie
- 2011: Référence 80 (Kompilation)

### Singles
- 1986: Ouragan / Irresistible
- 1986: One Love to Give
- 1986: Flash
- 1987: Fleurs du mal
- 1991: Winds of Chance
- 1991: You Don’t Die from Love
- 1992: In the Closet (als Mystery Girl, mit Michael Jackson)